# Marisa Provenzano
Marisa Provenzano (Buenos Aires, 5 de noviembre de 1969) es una soprano lírica y actriz de comedias musicales argentinas.

## Biografía
Nació el 5 de noviembre de 1969 en Buenos Aires, Argentina.
En 1993 participó en la obra El Jorobado de París de Pepe Cibrian como reemplazo de Esmeralda, interpretada por Paola Krum. En 1994 volvió a trabajar con el mismo director, esta vez participando en Dracula, el musical en el Estadio Luna Park de Buenos Aires dando vida al personaje femenino secundario Lucy y en 1997 interpreta a Mina el  personaje femenino principal de la misma obra, también en el Estadio Luna Park. En 1996 trabaja en "Hello Dolly" en Broadway, dirigida por Diana Baffabrill. En 2000 participó en "Mi Bella Dama" en el Teatro El Nacional producida por Alejandro Romay.  En el 2004 participa de la obra "El Fantasma de Cibrián Mahler" Dirigida por Pepe Cibrian. En el año 2009 queda seleccionada para el elenco de "El Fantasma de la Ópera" Buenos Aires.
Como cantante ha sido la voz femenina principal del CD doble de "Dracula El musical" grabado en estudios La Isla. Buenos Aires.